# Elatostema whitfordii
Elatostema whitfordii är en nässelväxtart som beskrevs av Elmer Drew Merrill. Elatostema whitfordii ingår i släktet Elatostema och familjen nässelväxter. Inga underarter finns listade i Catalogue of Life.